# Avenida Europa
A Avenida Europa é uma avenida da cidade de São Paulo, que atravessa a região dos Jardins, no distrito de Pinheiros. Tem, em continuação, a Avenida Cidade Jardim, à medida que se afasta do centro da cidade. 
É famosa pelo comércio de carros esportivos, sendo apelidada de "Zoropa". Trata-se de endereço onde pessoas de todo Brasil se dirigem para comprar, ou apreciar, marcas como Audi, Ferrari, BMW, Mercedes-Benz, Lamborghini, Porsche, Jaguar, Bentley e Aston Martin, além de outras marcas como Citroën, Subaru, Mitsubishi, Kia Motors, Hyundai, Suzuki e a pequena Smart. Existem também algumas lojas de carros usados de luxo na avenida, com destaque para veículos com vitrine exuberante. Devido a esse fato, a avenida é considerada um "salão do automóvel permanante a céu aberto".
Nesta avenida, também estão localizados dois importantes museus da cidade de São Paulo: o Museu da Imagem e do Som (MIS) e o Museu Brasileiro da Escultura e Ecologia (MuBE), situados um ao lado do outro.